# Bridge over Troubled Water
Bridge over Troubled Water (с англ. — «Мост над неспокойной водой») — пятый и последний студийный альбом фолк-рокового дуэта Simon & Garfunkel, выпущенный в январе 1970 года на Columbia Records. После саундтрека для фильма «Выпускник», Арт Гарфанкел снялся в фильме «Уловка-22», в то время как Пол Саймон работал над песнями, сочинив практически все треки, кроме «Bye Bye Love» авторства Будло и Фелис Брайантов (ранее была хитом у Everly Brothers).
При помощи продюсера Роя Хейли альбом следовал таким же музыкальным направлениям, как и Bookends (1968), частично отказавшись от традиционного стиля, включив элементы рока, R&B, госпела, джаза, этнической музыки, поп-музыки и прочих жанров. Это было описано как «самая лёгкая и их самая амбициозная запись».
Bridge over Troubled Water был выпущен 26 января 1970 года и впоследствии несколько раз переиздавался. Альбом был смикширован и выпущен как в стерео, так и в квадрофоническом звучании. 8 марта 2011 года Columbia Records выпустила переиздание 40th Anniversary Edition, которое включала два DVD, в том числе посвящённое политической тематике специальное телешоу Songs of America (1969), документальный фильм The Harmony Game, дополнительные заметки и буклет. Другие переиздания содержат бонус-треки, например, версия 2001 года, которая включает демозаписи песен «Feuilles-O» и «Bridge over Troubled Water».
Несмотря на похвалы, дуэт принял решение расстаться позже в том же 1970 году; Гарфанкел продолжил свою карьеру в кино, а Саймон вплотную занялся музыкой. В последующие годы оба исполнителя выпускали сольные альбомы. Bridge состоит из двух наиболее критически и коммерчески успешных песен дуэта, «Bridge over Troubled Water» и «The Boxer», которая был включена в список Rolling Stone, 500 величайших песен всех времён. Критически и коммерчески успешный, альбом возглавил чарты в более чем десяти странах и получил две премии «Грэмми», плюс ещё четыре за заглавную песню. Было продано около 25 миллионов записей, а также альбом попадал в различные списки, включая 51 место в 500 величайших альбомов всех времён по версии журнала Rolling Stone.
История создания альбома рассказана в 72-минутном документальном фильме The Harmony Game (2011), где рассказывается об интервью как с Саймоном, так и с Гарфанкелом и различными сотрудниками, работавшими над релизом.

## Об альбоме
Simon & Garfunkel, поначалу именуемые «Tom & Jerry», уже были успешными в музыкальной индустрии. Их альбом Parsley, Sage, Rosemary and Thyme, их саундтрек к фильму Майка Николса Выпускник и альбом Bookends достигли третьей, второй и первой позиции в чартах США Billboard 200, соответственно. Первый из упомянутых и третий только в США продались тиражом в 3 и 2 миллиона копий. Арт Гарфанкел сыграл капитана Нейтли в другом фильме Николса, Уловка-22, основанном на одноимённом романе. Поначалу Пол Саймон должен был сыграть персонажа по имени Данбар, но сценарист Бак Генри решил, что фильм и так переполнен персонажами и впоследствии вычеркнул роль Саймона. Неожиданно долгое производство фильма поставило под угрозу отношения между дуэтом; Гарфанкел позже заявил в интервью 1990 года журналу SongTalk: «Наш способ работы состоял в том, что Пол писал, пока мы записывались. Так что большую часть двух месяцев мы работали над тремя или четырьмя песнями, которые написал Пол, и когда они были готовы, мы приостанавливались на пару месяцев, пока Пол работал над следующей группой из трех или четырёх песен. Затем мы находили время и следующие три-четыре месяца снова проводили в студии… Вместо того, чтобы подождать, пока Пол напишет следующую группу песен, я пошел и снялся в этом фильме».

## Песни
Съёмки «Уловки-22» начались в январе 1969 года и продолжались восемь месяцев. Саймон на тот момент ещё не закончил ни одной новой песни, и дуэт планировал сотрудничать, когда съемки будут закончены. Рой Хейли должен был спродюсировать альбом, и как и в случае с их последним студийным альбомом, Bookends, они создали экспериментальную музыку, отходя от типичного фолк-рока и вместо этого исследуя новые жанры.
Bridge over Troubled Water был также первым для дуэта альбомом с помеченными в буклете аккомпанимирующими музыкантами. Ими были Саймон и Фред Картер-младший на гитаре, Хэл Блейн на ударных, Джо Осборн на басу и Ларри Нечтел на клавишных; все они были известными членами коллектива из сессионных музыкантов The Wrecking Crew.

### Сторона 1
Так как Саймон и Гарфанкел усердно работали над записью, им пришлось отказаться от приглашений сыграть, в том числе, и на фестивале Вудсток. Саймон написал «Bridge over Troubled Water». Он хотел звучания фортепиано в стиле госпел, поэтому нанял сессионного музыканта Ларри Нечтела. Поначалу в песне было два куплета, но Гарфанкел подумал, что песня была слишком короткой и попросил Нечтела добавить третий куплет, к которому Саймон написал бы ещё текст. Осборн сыграл две басовые партии, одну — высокую, другую — низкую. Блейн записал ударные в эхо-камере, чтобы достичь эффекта нахождения в зале. Духовая секция завершила песню. Из-за ряда факторов дуэт работал на новой кассете; аранжировщик по ошибке пометил песню как «Like a Pitcher of Water» и написал имя Гарфанкела неправильно (как ГарФанкел), и струнные партии были неудовлетворительными.
Для записи вокала дуэт вернулся в Нью-Йорк. Стиль вокала в «Bridge over Troubled Water» был вдохновлён техникой Фила Спектора в «Old Man River» группы The Righteous Brothers. Через два месяца песня была завершена. Сам Саймон признал, что песня похожа на «Let It Be» The Beatles, заявляя в интервью Rolling Stone: «Это очень похожие песни, уж точно — инструментами». Позже на песню было выпущено более 50 каверов различных исполнителей, включая Элвиса Пресли и Джонни Кэша.
Альбом Bridge Over Troubled Water был под влиянием музыки в стиле госпел, которую тогда слушал Саймон, особенно — Swan Silvertones и их песни «Mary Don’t You Weep». Название заглавной композиции было вдохновлено строчкой из последней «I’ll be your bridge over deep water, if you trust in my name». Согласно госпел-продюсеру и историку Энтони Хейлбуту, позже Саймон лично признал свой музыкальный долг перед Клодом Джетером и дополнительно вручил Джетеру чек в качестве компенсации.. «Bridge over Troubled Water» был адресован жене Саймона Пегги, которую он встретил в том году. Строчка «Серебряная девушка» в песне относится к ней и её первым седым волосам, а не к игле для подкожных инъекций, как считали некоторые в Соединённых Штатах. Саймон попросил Гарфанкела исполнить лидирующую вокальную партию в песне, и хотя Гарфанкел поначалу отклонил это предложение и предложил Саймону самому спеть фальцетом, позже согласился спеть. Саймон первоначально написал песню соль мажор, но аранжировщик и композитор Джимми Хаскелл перенес песню на ми-бемоль мажор в соответствии с голосом Гарфанкела.
«El Cóndor Pasa (If I Could)» — это перуанская песня, основанная на традиционной андской музыке. Саймон исходил из ошибочной информации от Хорхе Мильхберга из Los Incas о сборе роялти за его аранжировку песни. Саймон ошибочно считал песню народной, а значит, не ограниченную законом об авторском праве, но на самом деле песня была написана перуанским композитором Даниэлем Аломиа Роблесом. Его сын Армандо Роблес Годой подал успешный иск позже в том же 1970 году, сославшись на то, что он сохраняет авторские права на песню в Соединённых Штатах с момента регистрации отцом в 1933 году. Саймон написал английские тексты к инструменталу, записанному Los Incas, и песня позже стала предвестником «эры этнической музыки» Саймона в его сольной карьере.
Летом 1969 года Саймон, его жена Пегги и Гарфанкел арендовали дом на улице Блю Джей Уэй в Лос-Анджелесе, так как Гарфанкел не хотел выходить из съёмок фильма «Уловка-22», который снимался на Западном Побережье. В этой сессии дуэт экспериментировал на новой песне с различными предметами, такими как падающая связка барабанных палочек. У Гарфанкела был кассетный магнитофон с эффектом реверберации, так что каждый звук получал эхо. По окончании Саймон передал кассету Хейли, который затем работал над песней, уплотняя звуки и копируя их. Песня включала перкуссию Саймона на ксилофоне, на котором он до этого никогда не играл, и акустическую гитару. Он начал со случайной строки: «Ты разбиваешь мне сердце. Я упал на колени», а когда закончил, это позже стало песней «Cecilia». Барабанщиком вновь был Блейн и брат Саймона Эдди играл на гитаре. В песне рассказывается о неверной девушке, которая приглашает ещё одного любовника в свою постель, пока певец в ванной. Дэвид Браун предположил, что имя может быть взято от покровителя музыки, Святой Сесилии. У песни необычно быстрый темп по сравнению с другими песнями.
Выполненная в рокабилли-стиле The Everly Brothers, «Keep the Customer Satisfied» рассказывает об изнурительных турах, от которых Саймон устал; похожая тема была на их ранней песне «Homeward Bound».
«So Long, Frank Lloyd Wright» — дань уважения архитектору Фрэнку Ллойду Райту, а также Гарфанкелу, который хотел отучиться на архитектора. В песне рассказывается о начале карьеры дуэта и предсказывается их дальнейшее расставание. В конце Хейли выкрикивает знаменательное сообщение «Прощай уже, Арти». Саймон играет здесь в гитарном стиле, который был описан как латинский джаз и босса-нова. Конга дополнительно способствует южноамериканскому звучанию.

### Сторона 2
Запись фолк-баллады «The Boxer», которая была частично написана Саймоном в 1968 году и выпущена в марте 1969 года (дебютировала в хит-параде радиостанции WLS 89 под номером 38 31 марта 1969 года), стала одной из самых длинных и сложных в карьере дуэта. Сессия длилась более 100 часов и проходила в нескольких местах. Вторая, основная часть была записана в Нэшвилле, в Columbia Studios, 6-8 декабря 1968 года. Третья, последняя часть и духовые инструменты были записаны в часовне Святого Павла в Колумбийском университете (альма-матер Гарфанкела), струнные были записаны в Columbia Studios. В песне Саймон и Фред Картер-младший играют на гитарах C. F. Martin & Company. Эхо от барабанов было записано Блейном в коридоре. Остальные инструменты включают контрабас, на котором играл Боб Мур, тубу, гармонику Чарли Маккоя, педальную стальную гитару Пита Дрейка, добро и флейту-пикколо. Билл Яновиц из AllMusic описывает песню как «кантри, фолк, оркестрованную поп-музыку и нечто вроде саундтрека Эннио Морриконе к спагетти-вестерну». Саймон и Гарфункел стали первыми музыкантами, использовавшими 16-трековую запись, но поскольку были доступны только два 8-трековых рекордера, оба должны были быть тщательно синхронизированы вручную для получения чистого звука.
«Baby Driver», высокотемповая и веселая рок-н-ролльная песня, уже выпущенная как би-сайд песни «The Boxer», рассказывает о мальчике, который живёт комфортной жизнью в защищенном доме, но ищет приключений и однажды решает получить свой первый сексуальный опыт. В записи присутствуют автомобильные шумы, вокальные партии, похожие на Beach Boys, и нелепые слоги. Фильм Эдгара Райта 2017 года «Малыш на драйве» назван в честь этой песни, которая звучит в конце титров.
«The Only Living Boy in New York», «с его смесью бренчащих акустических гитар, начинающихся-и-заканчивающихся барабанов и далекой стены гармоний», по словам Билла Яновица из AllMusic, имеет сходство с некоторыми из песен Элтона Джона, особенно с «Rocket Man». В интервью SongTalk Саймон предположил, что для записи «ааа» использовалось от 12 до 15 голосов, в то время как Гарфанкел сказал, что он предложил эти строки, заявив: «Мы кричали около восьми раз, и мы смешали это очень мягко… Я начал входить в open-mouth harmony, очень громким, резким способом. Мы кричали во все наши легкие и в эхо-камере. Я помню тот день, когда Дилан зашел в гости. Мы вышли из кабины после всех этих криков, и вот он там». Саймон написал «The Only Living Boy in New York», когда Гарфанкел снимался в Мексике, и песня рассказывает об изоляции, которую он почувствовал в Нью-Йорке.
«Why Don’t You Write Me» повествует о разлуке с женой Саймона в джунглях. В этой песне Саймон впервые поэкспериментировал с зарождающимся жанром регги, который он позже исследовал в своей сольной карьере, особенно в «Mother and Child Reunion».
В октябре состоялось первое, после окончания съёмок «Уловки-22», выступление дуэта в Эймсе, штат Айова. Концерт включал в себя песню The Everly Brothers «Bye Bye Love», сопровождавшуюся хлопками зрителей. Simon & Garfunkel были очарованы её звучанием, поэтому они повторили её во второй раз для записи; в то время как первая попытка не удалась, им понравилась вторая попытка, и она была позже включена в Bridge over Trouble Water. Американская часть гастролей закончилась 27 ноября в аншлаговом зале «Карнеги-холл». Спустя три дня 30 ноября 1969 года дуэт появился в выпуске шоу Songs of America (рус. Песни Америки), который транслировался на CBS только один раз и после чего был запрещён. После многочисленных писем фанатов, в которых говорилось, что они не вмешиваются в политику, а просто продолжают заниматься музыкой, Саймон и Гарфанкел не участвовали в подобных телевизионных спецпредложениях. «Bye Bye Love» стала прощальной песней и предзнаменованием новой карьеры.
Последняя песня альбома «Song for the Asking» представляет собой «оливковую ветвь», простираемую дуэтом друг к другу и открывающую возможность примирения и дальнейшего сотрудничества.

## Выпуск
После перерыва на Рождество дуэт продолжил работу над альбомом в начале 1970 года и закончил его в конце января. В альбом вошло одиннадцать треков, а одна законченная песня «Cuba Si, Nixon No», а также другие дополнительные треки были исключены. Гарфанкелу не понравилась эта песня, и он предложил вместо этого хорал «Feuilles-O», с которым Саймон не согласился. После обсуждения они решили не включать больше треков.
Bridge over Troubled Water возглавил чарты 10 стран, включая американский Billboard 200 и британский UK Albums Chart. Это был самый продаваемый альбом в 1970, 1971 и 1972 годах, став в то время самым продаваемым альбомом всех времён. У CBS Records он по-прежнему оставался самым продаваемым релизом вплоть до выхода альбома Майкла Джексона Thriller в 1982 году. Альбом возглавлял чарты Billboard 200 в течение 10 недель, оставаясь там в течение 85 недель. По данным Columbia Records, в первые три недели в Соединённых Штатах было продано 1,7 миллиона копий. В Соединённом Королевстве альбом возглавлял чарты в течение 35 недель и провел 285 недель в топ-100 с 1970 по 1975 год. Помимо этого диску восемь раз присваивался статус платинового Американской ассоциацией звукозаписывающей индустрии (RIAA) и четыре раза в Канаде. В Великобритании Bridge over Troubled Water был распродан тиражом в 3,163,789 копий и более 25 миллионов копий по всему миру.
Песни «Cuba Si, Nixon No», «Groundhog» и демозапись «Feuilles-O» были записаны во время сессий, но не были выпущены в альбоме. «Cuba Si, Nixon No» была позже выпущена на бутлеге, содержавшем запись концерта Simon and Garfunkel 11 ноября 1969 года в Университете Майами в Оксфорде, штат Огайо, в то время как демозапись «Feuilles-O» позже была выпущена на бокс-сетах Old Friends и The Columbia Studio Recordings (1964–1970). Ремастированная и расширенная версия альбома была выпущена на компакт-диске в 2001 году, содержащем демо-версии «Feuilles-O» и «Bridge over Troubled Water.» За ремастеринг отвечал Вик Анесини. Позже Гарфанкель записал «Feuilles-Oh/Do Space Men Pass Dead Souls on Their Way to the Moon?» в своём дебютном сольном альбоме Angel Clare. Также она стала би-сайдом к его синглу «I Shall Sing» из того же альбома.
8 марта 2011 года Columbia Records выпустили 40-й юбилейный выпуск, состоящий из трёх дисков. Первый диск содержит оригинальный альбом, а второй диск содержит всю версию Live 1969, которая была выпущена тремя годами ранее как эксклюзив для Starbucks. Третий диск, DVD, состоял из спецвыпуска Songs of America, который первоначально вышел в эфир в 1969 году на CBS, и недоступного со времени его первоначального вещания и нового документального фильма «The Harmony Game» о создании альбома. Спецвыпуск «Песни Америки» включал в себя запись тура 1969 года, личные разговоры за кулисами и исторические клипы; это вызвало противоречие из-за политических комментариев дуэта относительно войны во Вьетнаме и направления американского общества в то время. В «The Harmony Game» были представлены новые интервью 2010 года с Саймоном, Гарфанкелом, продюсером Роем Хейли и другими руководителями, связанными с созданием альбома. Спецвыпуск 1969 года длится примерно 52 минуты 37 секунд, а документальный фильм 2010 года — 70 минут 54 секунды. Также был включен буклет с фотографиями и очерками критиков Майкла Хилла и Энтони Декёртиса.
Альбом также был включён как часть бокс-сетов Simon & Garfunkel Collected Works и The Columbia Studio Recordings (1964–1970).

## Оценки критиков
| Оценки критиков               | Оценки критиков |
| Источник                      | Оценка          |
| ----------------------------- | --------------- |
| AllMusic                      | [ 66 ]          |
| American Songwriter           | [ 67 ]          |
| Blender                       | [ 68 ]          |
| Christgau's Record Guide      | B               |
| Encyclopedia of Popular Music | [ 70 ]          |
| Entertainment Weekly          | A−              |
| Pitchfork                     | 9.4/10          |
| Q                             | [ 72 ]          |
| Rolling Stone                 | [ 73 ]          |
| Uncut                         | [ 74 ]          |

Bridge over Troubled Water первоначально получил смешанные оценки критиков. В своей рецензии для «Melody Maker» в феврале 1970 года Ричард Уильямс отметил «несколько скучных моментов» в альбоме, добавив, что «они стоят того, чтобы их перетерпеть ради драгоценных камней, которые они в альбоме окружают». Уильямс заключил: «Возможно, это не такая классика, как Bookends, но все же это стоит послушать ради постоянно удивляющих попаданий по времени Саймона, и как он может заставить свою гитару звучать как маленький оркестр, а оркестр звучит как большая гитара»… Согласно словам Стива Хоровица из PopMatters, современные критики сравнивали релиз с «Белым альбомом» The Beatles, «в котором можно услышать, как начинается распад группы, в том, как они по отдельности исполняют материал». Критик Village Voice Роберт Кристгау тепло отозвался об альбоме в 1970 году в своей известной рецензии на него в колонке «Руководство для потребителей» одним словом: «Мелодичный». Позже он объяснил проблемную природу «гладкой, хорошо сделанной» музыки альбома, написав в Newsday, что альбом «весёлый и честный. Он дышит жизнью. И все же я подозреваю, что его безупречная, довольно вялая прелесть в конечном итоге вызывает усыпление».
Среди ретроспективных обзоров Брюс Эдер из AllMusic сказал, что «Bridge over Troubled Water» был «возможно, самым деликатно текстурированным альбомом, закрывающим 1960-е годы для любого крупного рок-акта», особенно во времена смут в Соединённых Штатах. Автор и критик Дэвид Браун отметил «звуковое тепло и богатство» альбома. Хотя Стивен М. Дойзнер из Pitchfork также высоко оценил уникальный звук, он добавил, что «Bridge звучит как единое заявление, оживленное стилями и ритмами, которые не часто можно услышать на поп-радио в эти два десятилетия».
В обзоре Uncut 2001 года Ян Макдональд нашёл альбом «перепроизведённым и недописанным», добавив: «Где Bookends лаконичен, сух и дисциплинирован, Bridge… самодоволен, сентиментален, посредственен и раздут. Даже лучшая песня „The Boxer“ напрасно раздутая и затянутая». В своей рецензии для MusicHound Леланд Ракер признал, что альбом дуэта 1970 года «считается их шедевром», но высказал мнение: «Сегодня он звучит слишком тяжело, он перепроизведенный и слишком драгоценный (настолько, что это становится недостатком)». И наоборот, журнал Q назвал Bridge over Troubled Water лучшей и наиболее последовательной работой Саймона и Гарфанкела, «отличаясь силой своих мелодий, силой своих текстов и изысканностью производства в стиле Abbey Road». В своей книге «Энциклопедия популярной музыки» Колин Ларкин восхищается альбомом как «знаменитым» произведением, включающим «классический сингл» («The Boxer») и заглавную песню, которая «стала стандартом ангельского вокала Гарфанкела, идеально подходящего для пышной, оркестровой аранжировки и контрастного темпа». Джо Нолан из American Songwriter отмечает, что «дуэт никогда не был более популярным или коммерчески успешным, чем с выходом Bridge on Troubled Water».
Альбом получил премию «Грэмми» за лучший альбом года, а также «Лучший звуковой дизайн неклассического альбома», а его заглавная песня получила премию «Грэмми» за лучшую песню года, за «Лучшую современную песню» и за «Лучшую аранжировку для инструментов и вокала» в 1971 году. Bridge over Troubled Water был номинирован на первую премию Brit Awards как лучший международный альбом, а титульный трек — за лучший международный сингл 1977 года. В 2000 году он попал на 66 место в книге «1000 лучших альбомов всех времён» Колина Ларкина. В 2003 году он попал на 51 место в списке 500 величайших альбомов всех времён по версии журнала Rolling Stone, сохранив это место в пересмотренном списке 2012 года. В декабре 1993 года The Times поставил альбом на 20 место в списке «100 лучших альбомов всех времён по версии The Vultures (англ. The Vultures 100 Best Albums of all Time)». Альбом также был включен в книгу «Тысяча и один музыкальный альбом, который стоит прослушать, прежде чем вы умрёте»
".
Крис Чарльзуорт, автор «Полного руководства по музыке Пола Саймона и Simon and Garfunkel» дал смешанный отзыв, отметив, что семь песен («Bridge over Troubled Water», «El Condor Pasa», «So Long, Frank Lloyd Wright», «The Boxer», «The Only Living Boy in New York», «Bye Bye Love» и «Song for the Asking») были выдающимися или хорошими, в то время как остальные, в основном высокотемповые, были для него «одноразовыми» записями. Он был удивлен его успехом.

### Последствия
Как и во время записи Bridge over Troubled Water, оба музыканта стали достаточно самостоятельными. Гарфанкел снялся в другом фильме Майка Николса «Познание плоти» в роли Сэнди, за которую он получил « Золотой глобус» в номинации "Лучший актёр второго плана ". Съёмки начались в мае 1970 года. Тем временем Саймон посещал однонедельный курс по написанию песен в Нью-Йоркском университете, изучал теорию музыки и слушал её различные виды. Последнее выступление дуэта состоялось 18 июля 1970 года на площадке Forest Hills Stadium. В период с января по март 1971 года Саймон работал над своим вторым студийным (и первым после Simon & Garfunkel) сольным альбомом, который позже был выпущен как Paul Simon, в то время как Гарфанкел возобновил свою музыкальную карьеру, выпустив в сентябре 1973 года альбом Angel Clare.

## Список композиций
Слова и музыка всех песен — Пола Саймона, кроме отмеченных.
| №  | Название                      | Автор(ы)                                                                                | Записано      | Длительность |
| -- | ----------------------------- | --------------------------------------------------------------------------------------- | ------------- | ------------ |
| 1. | «Bridge over Troubled Water»  |                                                                                         | 9 ноября 1969 | 4:52         |
| 2. | «El Cóndor Pasa (If I Could)» | Даниэль Аломиа Роблес, аранжировано Джорджем Мильхбергом, английский текст Пола Саймона | 2 ноября 1969 | 3:06         |
| 3. | «Cecilia»                     |                                                                                         | 2 ноября 1969 | 2:55         |
| 4. | «Keep the Customer Satisfied» |                                                                                         | 2 ноября 1969 | 2:33         |
| 5. | «So Long, Frank Lloyd Wright» |                                                                                         | 9 ноября 1969 | 3:41         |

| №  | Название                                                | Автор(ы)                     | Записано       | Длительность |
| -- | ------------------------------------------------------- | ---------------------------- | -------------- | ------------ |
| 1. | «The Boxer»                                             |                              | 8 ноября 1968  | 5:08         |
| 2. | «Baby Driver»                                           |                              | 2 ноября 1968  | 3:14         |
| 3. | «The Only Living Boy in New York»                       |                              | 15 ноября 1969 | 3:58         |
| 4. | «Why Don't You Write Me»                                |                              | 8 ноября 1969  | 2:45         |
| 5. | «Bye Bye Love» (Концертная запись из Эймса, штат Айова) | Фелис Брайант, Будло Брайант | 14 ноября 1969 | 2:55         |
| 6. | «Song for the Asking»                                   |                              | 1 ноября 1969  | 1:49         |

- Стороны 1 и 2 были объединены как треки 1-11 на CD-переизданиях.

| №   | Название                                                         | Автор(ы)                                               | Записано        | Длительность |
| --- | ---------------------------------------------------------------- | ------------------------------------------------------ | --------------- | ------------ |
| 12. | «Feuilles-O (демозапись)»                                        | Традиционная, аранжировано Саймоном, Артом Гарфанкелом | 11 августа 1969 | 1:45         |
| 13. | «Bridge over Troubled Water (Demo Take 6)» (Ранее не издавалась) |                                                        | 13 августа 1969 | 4:46         |

## Участники записи
- Пол Саймон — вокал, акустическая гитара, перкуссия
- Арт Гарфанкел — вокал, перкуссия
- Los Incas — перуанские инструменты[англ.]
- Джо Осборн[англ.] — бас-гитара
- Ларри Нечтел[англ.] — фортепиано, орган Fender Rhodes
- Фред Картер-младший[англ.] — акустическая гитара, электрическая гитара
- Пит Дрейк[англ.] — добро, педальная слайд-гитара[40]
- Хэл Блейн[англ.] — ударные, перкуссия
- Джимми Хаскелл[англ.] и Эрни Фриман[англ.] — струнные
- Бадди Харман[англ.] — перкуссия
- Боб Мур[англ.] — контрабас
- Чарли Маккой[англ.] — бас-гармоника
- Рой Хейли[англ.] — звукорежиссёр и сопродюсер

## Чарты
| Чарт                               | Высшая позиция |
| ---------------------------------- | -------------- |
| Australian Kent Music Report Chart | 1              |
| Canadian RPM Albums Chart          | 1              |
| Dutch Mega Albums Chart            | 1              |
| French SNEP Albums Chart           | 1              |
| German Media Control Albums Chart  | 1              |
| Italian Albums Chart               | 4              |
| Japanese Oricon LP Chart           | 1              |
| Norwegian VG-lista Albums Chart    | 1              |
| Spanish Album Charts               | 1              |
| Swedish Albums Chart               | 1              |
| UK Singles Chart                   | 1              |
| US Billboard 200                   | 1              |

| Чарт (2011)                     | Позиция |
| ------------------------------- | ------- |
| Belgian Albums Chart (Flanders) | 43      |
| Belgian Albums Chart (Wallonia) | 33      |
| Dutch Mega Albums Chart         | 29      |
| French SNEP Albums Chart        | 152     |
| Spanish Albums Chart            | 70      |
| Japanese Oricon Albums Chart    | 25      |
| Norwegian VG-lista Albums Chart | 22      |
| UK Albums Chart                 | 47      |
| US Billboard 200                | 167     |
| US Billboard Top Catalog Albums | 19      |

| Чарт (1970)             | Позиция |
| ----------------------- | ------- |
| Australian Albums Chart | 1       |
| French Albums Chart     | 1       |
| Italian Albums Chart    | 8       |
| Japanese Albums Chart   | 6       |
| UK Albums Chart         | 1       |
| US Billboard Pop Albums | 1       |
| Чарт (1971)             | Позиция |
| Australian Albums Chart | 23      |
| Japanese Albums Chart   | 2       |
| US Billboard Pop Albums | 55      |
| UK Albums Chart         | 1       |
| Чарт (1972)             | Позиция |
| UK Albums Chart         | 6       |

| Чарт (1970-79)  | Позиция |
| --------------- | ------- |
| UK Albums Chart | 1       |

### Синглы
| Сингл                         | Чарт                                  | Позиция |
| ----------------------------- | ------------------------------------- | ------- |
| «Bridge over Troubled Water»  | Australian Kent Music Report Chart    | 2       |
| «Bridge over Troubled Water»  | Austrian Ö3 Top 40 Chart              | 4       |
| «Bridge over Troubled Water»  | Dutch Mega Albums Chart               | 5       |
| «Bridge over Troubled Water»  | Norwegian VG-lista Albums Chart       | 7       |
| «Bridge over Troubled Water»  | UK Singles Chart                      | 1       |
| «Bridge over Troubled Water»  | US Billboard Hot 100                  | 1       |
| «Bridge over Troubled Water»  | US Billboard Adult Contemporary Chart | 1       |
| «Bridge over Troubled Water»  | German Media Control Albums Chart     | 3       |
| «Cecilia»                     | Australian Kent Music Report Chart    | 6       |
| «Cecilia»                     | Austrian Ö3 Top 40 Chart              | 6       |
| «Cecilia»                     | Dutch Mega Albums Chart               | 1       |
| «Cecilia»                     | US Billboard Hot 100                  | 4       |
| «Cecilia»                     | German Media Control Albums Chart     | 2       |
| «El Condor Pasa (If I Could)» | Australian Kent Music Report Chart    | 1       |
| «El Condor Pasa (If I Could)» | Austrian Ö3 Top 40 Chart              | 1       |
| «El Condor Pasa (If I Could)» | Dutch Mega Albums Chart               | 1       |
| «El Condor Pasa (If I Could)» | US Billboard Hot 100                  | 18      |
| «El Condor Pasa (If I Could)» | US Billboard Adult Contemporary Chart | 6       |
| «El Condor Pasa (If I Could)» | German Media Control Albums Chart     | 1       |

## Продажи и сертификации
Дмитрий Непогодов
| Регион | Сертификация   | Продажи    |
| --- | -------------- | ---------- |
| Австралия (ARIA) | 6× Золотой     | 60,000^    |
| Австрия (IFPI Austria)                                                                                                   | Платиновый     | 50 000*    |
| Канада (Music Canada) | 4× Платиновый  | 400 000^   |
| Дания (IFPI Danmark) | Золотой        | 40,000^    |
| Финляндия (Musiikkituottajat)                                                                                            | Золотой        | 25,000     |
| Франция (SNEP) | Платиновый     | 573,500    |
| Германия (BVMI) | Платиновый     | 500 000^   |
| Япония (Oricon) |                | 441,000    |
| Испания | —              | 50,000     |
| Швеция | —              | 200,000    |
| Швейцария (IFPI Switzerland)                                                                                             | Золотой        | 25 000^    |
| Великобритания (BPI) | 11× Платиновый | 3 300 000^ |
| США (RIAA) | 8× Платиновый  | 8 000 000^ |
| Итого |                |            |
| Весь мир | —              | 25,000,000 |
| * Данные о продажах приведены только на основе сертификации. ^ Данные о тиражах приведены только на основе сертификации. |                |            |